# 中华人民共和国渔业法
《中华人民共和国渔业法》是中华人民共和国为了加强渔业资源的保护、增殖、开发和合理利用，发展人工养殖，保障渔业生产者的合法权益，促进渔业生产的发展，适应社会主义建设和人民生活的需要所制定。
1986年1月20日,第六届全国人民代表大会常务委员会第十四次会议通过《中华人民共和国渔业法》。2000年10月31日，根据第九届全国人民代表大会常务委员会第十八次会议《关于修改〈中华人民共和国渔业法〉的决定》，进行第一次修订。2004年8月28日，根据第十届全国人民代表大会常务委员会第十一次会议《关于修改〈中华人民共和国渔业法〉的决定》，进行第二次修正。2009年8月27日，根据第十一届全国人民代表大会常务委员会第十次会议《关于修改部分法律的决定》，进行第三次修正。2013年12月28日，根据第十二届全国人民代表大会常务委员会第六次会议《关于修改〈中华人民共和国海洋环境保护法〉等七部法律的决定》，进行第四次修正。